# Sornoer Elster
Die Sornoer Elster (früher auch Sornosche Elster oder Sornische Elster; sorbisch Žarnowski Halštrow) war ein weitverzweigtes rechtes Nebenarmsystem der Schwarzen Elster, welches sich im Lausitzer Urstromtal, östlich von Senftenberg und westlich von Spremberg erstreckte. Benannt war sie nach dem Dorf Wendisch Sorno.

## Quelle des Flusses
Das ursprüngliche Hauptquellgebiet befand sich um 1850 in der Schonitz Heide zwischen Pulsberg und Sabrodt nahe der Stadt Spremberg. Mit dem aufkommenden Braunkohlebergbau kam es zu gravierenden Landschaftsveränderungen, viele Seen, Teiche und Fließe wurden überbaggert, verlegt oder begradigt.
Bis Mitte des 19. Jahrhunderts umfasste das Flusssystem Sornosche Elster unzählige Bachläufe, darunter: Rainitza, Reppister Bach, Storchelster, Putkupko, Padgriba und Wolschinka, sowie die Mühlen- und Landgräben aus den Groß Partwitzer Lugteichen und der Blunoer Heide.

## Mündung des Flusses
Das heutige Kanalsystem im Lausitzer Seenland führt einen südöstlich von Kleinkoschen gelegenen, circa zwei Kilometer langen Kanal vom Geierswalder See bis an die Schwarze Elster. Dieser Kanal wird heute erinnernderweise als Sornoer Elster bezeichnet.
Das ursprüngliche Mündungsgebiet jedoch ist heute kaum noch auszumachen. Unweit des Gewerbegebietes Grünstraße in Senftenberg, nahe dem Baumarkt, markierten Kleinkoschener Heimatforscher zwischen knorrigen Alteichen die einstige Mündungsstelle zur Schwarzen Elster. Die Senftenberger Altstadt und ihre Burganlage befanden sich zur mittelalterlichen Zeit in einer spreewaldähnlichen Insellage, an der heutigen Straßenkreuzung Steindamm/Bahnhofstraße befand sich eine Hafenanlage.